# Zirayet Tepe
Zirayet Tepe is een archeologische vindplaats in het zuidoosten van Turkije, gelegen nabij het plaatsje Tepe in het district Bismil van de provincie Diyarbakır. De site wordt geïdentificeerd met de oude stad Tušḫan.
Zirayet Tepe is een ruïneheuvel die dicht bij de rivier de Batman ligt. De locatie wordt bedreigd door de aanleg van de Ilisudam, die het gebied onder water kan zetten.
In 1998 werd een overeenkomst gesloten tussen het Centre for Research and Assessment of the Historic Environment van de Middle East Technical University, het Turkse Ministerie van Cultuur en de Staats Hydraulische Werken (D.S.I.) van Turkije. Deze overeenkomst werd gesloten nadat de Turkse overheid besloot de Ilisudam en Carchemish-dams in de Eufraat- en Tigrisregio's aan te leggen. De overeenkomst leidde tot een reeks archeologische projecten in de provincie Diyarbakır, een tot dan toe weinig onderzocht gebied. Opgravingen werden niet alleen in Zirayet Tepe uitgevoerd, maar ook in andere belangrijke sites zoals Üçtepe, Giricano, Salat Tepe, Kavu'san Höyük, Müsülmantepe, Hirbemerdon Tepe, Kenan Tepe, en Türbe Tepe.
Zirayet Tepe zelf is een heuvel van ongeveer 5 hectare groot, met een benedenstad die zich uitstrekt over ongeveer 29 hectare. Opgravingen op de site begonnen in 1997 onder leiding van Timothy Matney van de University of Akron in Ohio. Tussen 2000 en 2005 was de Ludwig-Maximilians-Universität uit München ook betrokken bij de opgravingen. Het project werd in 2014 afgerond.
Op de site is bewoning aangetoond van de midden-Bronstijd tot in de Middeleeuwen. Zirayet Tepe lag aan de noordelijke grens van het machtsgebied van de Assyriërs.

## Midden-bronstijd
Er is een gebouw gevonden dat aan het einde in vlammen is opgegaan, waardoor de tichels felle kleuren hebben gekregen: rood, oranje, geel, groen, grijs en zwart. Het wordt dan ook het Felgekleurde Gebouw genoemd (Brightly Burned Building, BBB). Resten die in het gebouw zijn aangetroffen, gaven via C14-datering een datering tussen de 17e en 16e eeuw v.Chr.